# Софийский карабинерный полк
Софийский карабинерный полк (с 1796 года — кирасирский) — кавалерийская воинская часть Русской императорской армии, сформированная в 1783 году и упразднённая в 1800 году.

## История
28 июня 1783 года из казаков Малороссийских полков сформирован 6-эскадронный Софийский конный полк Малороссийской конницы.
9 февраля 1784 года полк переименован в Софийский карабинерный полк.
6 июня 1789 года Софийский карабинерный полк присоединён к Тверскому карабинерному полку. Образованный полк назван Тверским конно-егерским полком.
8 апреля 1790 года Тверской конно-егерский полк присоединён к Лейб-Кирасирскому полку.
26 мая 1790 года бывший 6-й эскадрон бывшего Софийского карабинерного полка выделен на сформирование Киевского конно-егерского полка.
8 февраля 1792 года 30-эскадронный Лейб-Кирасирский полк разделён на прежние, составившие его полки, причём вместо Тверского конно-егерского полка образованы вновь Софийский карабинерный и Тверской карабинерный полки.
29 ноября 1796 года повелено Софийский карабинерный полк преобразовать в пятиэскадронный кирасирский — Софийский кирасирский полк.
9 января 1798 года полку пожалованы штандарты: один полковой (белый, углы голубые, шитье и бахрома золотые) и четыре эскадронных (оранжевые, углы голубые, шитье и бахрома золотые).
31 октября 1798 года наименован Кирасирским генерал-лейтенанта князя Голицына 1-го полком.
27 ноября 1798 года переименован в Кирасирский генерал-майора Карабьина полк.
25 апреля 1799 года назван Кирасирским генерал-майора графа Игельстрема полком.
9 июля 1799 года переименован в Кирасирский генерал-майора Баркова полк.
8 марта 1800 года приказано полк расформировать, личный состав направить на укомплектование Лейб-Кирасирского полка и пехотных частей Брестской инспекции.

## Боевые действия
Полк принял участие в Русско-турецкой войне 1787—1791 годов, 7 сентября 1789 года участвовал в бою между Большой и Малой Салчей.
В ходе усмирения польского восстания 1794 года участвовал в боях 28 мая между Холмом и Дубенкою, 13 октября — при м. Броке, 24 октября — при штурме Праги.

## Шефы полка
- 03.12.1796 — 27.11.1798 — генерал-майор (с 18.03.1798 генерал-лейтенант) князь Голицын, Борис Андреевич
- 27.11.1798 — 25.04.1799 — генерал-майор Карабьин Яков
- 25.04.1799 — 09.07.1799 — генерал-майор граф Игельстром, Александр Евстафьевич
- 09.07.1799 — 08.03.1800 — генерал-майор Барков, Пётр Александрович

## Командиры полка
- 1796 — 15.10.1797 — полковник фон Эссен, Александр Александрович
- 1797 — 12.01.1798 — полковник граф Броглио, Фердинанд
- 31.03.1798 — 04.02.1799 — полковник князь Одоевский, Иван Сергеевич
- 20.06.1799 — 08.03.1800 — полковник граф Головин, Фёдор Сергеевич